# 川平テレビ中継局
川平テレビ中継局（かびらテレビちゅうけいきょく）は沖縄県石垣市川平（石垣島北西部）の前嵩にあるテレビの中継局。なおラジオ放送は石垣中継局のエリアであるが、NHK-FMは2012年3月1日に、民放ラジオは2024年4月1日に、石垣中継局の石垣市真栄里（於茂登岳）から石垣市大川（バンナ岳）への移転に伴い、当中継局がそれぞれ開局した。

## 放送エリア
沖縄県の最高峰である於茂登岳など石垣島の地形的事情により、石垣中継局から直接受信不可能な石垣島北部を中心にしているが、ごくわずかであるものの西表島北部でも受信できるところがある。なお、NHK-FMについては、石垣島北部及び西表島上原をエリアとしているが、石垣島北東部（平久保半島東岸）は多良間中継局がカバーしている。

## 放送波の送受信
- NHK沖縄放送局のテレビは、宮古島中継局からの電波を於茂登岳のマイクロ中継局で受信し、そこで石垣中継局へと分配したうえで当中継局で受信。さらに祖納中継局へ送信する。出力が高いのもそのためである。
- 民放テレビは石垣中継局からの電波を直接受信し、祖納中継局へ送信する。

## 沿革
- 1967年12月22日 - OHK沖縄放送協会が沖縄本島に先駆けて宮古・八重山地区でテレビ放送を開始、八重山テレビジョン放送局（コールサイン：KSGA-TV）の中継局として開局（US13ch・500W）。
- 1972年5月15日 - 本土復帰によりOHKはNHK沖縄放送局となり、「OHK八重山テレビジョンの中継局」から「NHK宮古総合テレビジョン（コールサインはKSDY-TVからJOVQ-TVに変更）の中継局」となる（チャンネルはUS13chのまま）。
- 1975年 - 沖縄本島 - 宮古島間に海底ケーブルが暫定開通し、NHKニュースなどNHKの一部番組が全国・沖縄本島と同時放送となる（ただしモノクロ）。
- 1976年12月22日 - 沖縄本島との海底ケーブルが開通。これによりNHKのテレビ放送が全国・沖縄本島と同時放送となり、総合テレビの中継局は「宮古総合テレビジョンの中継局」から本島の「沖縄総合テレビジョン（コールサイン:JOAP-TV）の中継局」へと変わり、チャンネルもアメリカ式のUS13chから日本式の11chへ変更された。そして新たに教育テレビ（現:Eテレ）の放送が開始された。
- 1993年12月16日 - RBC琉球放送とOTV沖縄テレビ放送の沖縄県内民放テレビ2局が開局30年以上経過してようやく先島での放送を開始。
- 2009年4月20日 - NHKの地上デジタルテレビジョン放送開始。
- 2012年3月1日 - NHK-FM放送開始。
- 2024年4月1日 - 民放ラジオ放送開始。

## テレビ放送送信設備

### 地上デジタルテレビ放送送信設備
| ID | 放送局名           | 物理 チャンネル | 空中線 電力 | ERP  | 放送対象地域 | 放送区域 内世帯数 | 開局日          |
| -- | ------------------ | --------------- | ----------- | ---- | ------------ | ----------------- | --------------- |
| 1  | NHK 沖縄総合       | 22              | 30W         | 500W | 沖縄県       | 2,062世帯         | 2009年 4月20日  |
| 2  | NHK 沖縄教育       | 18              | 30W         | 500W | 全国放送     | 2,062世帯         | 2009年 4月20日  |
| 3  | RBC 琉球放送       | 19              | 30W         | 500W | 沖縄県       | 2,062世帯         | 2009年 10月21日 |
| 5  | QAB 琉球朝日放送   | 21              | 30W         | 500W | 沖縄県       | 2,062世帯         | 2009年 10月21日 |
| 8  | OTV 沖縄テレビ放送 | 20              | 30W         | 500W | 沖縄県       | 2,062世帯         | 2009年 10月21日 |

- 送信所はアナログテレビと同じ前嵩に設置。
- 民放については、技術面とテレビのデジタル切り替えに伴う費用の負担問題もあり放送開始が危ぶまれていたが、先島地区地上デジタル放送推進事業で沖縄本島から宮古島までの海底ケーブル敷設にかかる費用を国から8割補助を受けることが決定されたことから、2009年10月20日にようやく開局。そしてアナログ未開局だったQAB琉球朝日放送は、開局14年目でデジタル放送により先島で放送開始。

### 地上アナログテレビ放送送信設備
| チャンネル | 放送局名           | 空中線 電力        | ERP                  | 放送対象地域 | 放送区域 内世帯数 | 偏波面   | 開局日          | 廃局日         |
| ---------- | ------------------ | ------------------ | -------------------- | ------------ | ----------------- | -------- | --------------- | -------------- |
| 6          | NHK 沖縄教育       | 映像500W/ 音声125W | 映像3.6kW/ 音声910W  | 全国放送     | 約1,500世帯       | 水平偏波 | 1976年 12月22日 | 2011年 7月24日 |
| 11         | NHK 沖縄総合       | 映像500W/ 音声125W | 映像3.3kW/ 音声830W  | 沖縄県       | 約1,500世帯       | 水平偏波 | 1967年 12月22日 | 2011年 7月24日 |
| 44         | RBC 琉球放送       | 映像300W/ 音声75W  | 映像6.4kW/ 音声1.6kW | 沖縄県       | 約1,500世帯       | 水平偏波 | 1993年 12月16日 | 2011年 7月24日 |
| 46         | OTV 沖縄テレビ放送 | 映像300W/ 音声75W  | 映像6.4kW/ 音声1.6kW | 沖縄県       | 約1,500世帯       | 水平偏波 | 1993年 12月16日 | 2011年 7月24日 |

- RBCとOTVの中継局建設の際、中継局建設場所まで、資材運搬する為に約500mのモノレールを敷設、本土からヘリコプターをチャーターして、建設資材などを運搬したという。
- NHK総合テレビは前身のOHKテレビ時代～復帰後におけるNHK宮古テレビの中継局時代にはUS13chで放送。沖縄本島・全国と同時放送となった1976年12月22日より現行のJA11chに。
- RBCとOTVは受信チャンネルは上記の通りだが、UHFで送信されていたため、リモコンでチャンネルを合わせるとき親局のチャンネル（RBCは10、OTVは8）に合わせていたところが多かった。八重山の新聞のテレビ欄には親局のチャンネルが表記されているほか、石垣島のケーブルテレビ局である石垣ケーブルテレビでもそれに合わせている。なお、NHKはVHFで送信されていたため、本来のチャンネルに合わせていた。
- QABは、アナログ放送については未開局であり、電波割り当てもなされていなかった。

## ラジオ放送送信設備
| 周波数 （MHz） | 放送局名                    | 空中線電力 | ERP  | 放送対象地域 | 放送区域内世帯数 | 開局日        |
| -------------- | --------------------------- | ---------- | ---- | ------------ | ---------------- | ------------- |
| 77.7           | NHK 沖縄FM                  | 100W       | 580W | 沖縄県       | 約1500世帯       | 2012年 3月1日 |
| 78.5           | RBC 琉球放送 （RBCiラジオ） | 100W       | 580W | 沖縄県       | 不明             | 2024年 4月1日 |
| 79.9           | ROK ラジオ沖縄              | 100W       | 580W | 沖縄県       | 不明             | 2024年 4月1日 |

- RBCiラジオとROKは本来はAMラジオ局だが、夜間における外国との混信を避けるため、FMでの中継局となっている。